# Marilena Idžojtić
Marilena Idžojtić (* 1966) ist eine kroatische Forstwissenschaftlerin.

## Leben
Marilena Idžojtić besuchte zunächst eine Schule in Novska, dann das Matematičko informatički obrazovni centar (heute: 15. Gymnasium) in Zagreb. Danach studierte sie Forstwissenschaft an der Universität Zagreb, wo sie im Jahr 2000 mit einer Arbeit über Morphologische Eigenschaften und Zusammensetzung ätherischer Öle aus den Nadeln einiger Kiefernarten und ihrer Hybriden promovierte. Während ihres Studiums hatte sie ein Auslandssemester an der Universität Graz absolviert; nach ihrer Promotion verbrachte sie ein Semester an der Kyūshū tōkai daigaku in Kumamoto (Japan). An der Forstwissenschaftlichen Fakultät der Universität Zagreb war sie ab 2003 Dozentin, ab 2007 außerordentliche Professorin. Seit 2010 ist sie dort ordentliche Professorin.

## Veröffentlichungen (Auswahl)
- Listopadno drveće i grmlje u zimskom razdoblju (Laubbäume und Sträucher im Winter), 2005
- Dendrologija – List (Dendrologie – Das Blatt), 2009
- Dendrologija – Cvijet, češer, plod, sjeme (Dendrologie – Blüte, Zapfen, Frucht, Samen), 2013, ISBN 978-953-292-032-1
  - englischsprachige Ausgabe: Dendrology. Cones, flowers, fruits and seeds, 2019, ISBN 	978-0-12-819644-1